# Toca (Kolumbia)
Toca – miasto w Kolumbii, w departamencie Boyacá.